# 马克·奥姆罗德
马克·奥姆罗德（英語：Mark Ormrod，1982年12月1日—），澳大利亚男子田径运动员。他曾代表澳大利亚参加2004年和2008年夏季奥林匹克运动会田径比赛，其中2004年奥运会获得一枚银牌。